# 1559년

## 연호
- 명(明) 가정(嘉靖) 38년
- 일본(日本) 에이로쿠(永禄) 2년
- 후 레 왕조(後黎朝) 찐찌(正治) 2년
- 막 왕조(莫朝) 꽝바오(光寶) 5년

## 기년
- 류큐(琉球) 쇼겐왕(尚元王) 4년
- 명(明) 세종 가정제(世宗 嘉靖帝) 38년
- 조선(朝鮮) 명종(明宗) 14년
- 후 레 왕조(後黎朝) 영종(英宗) 3년
- 막 왕조(莫朝) 선종(宣宗) 13년

## 사건
- 1월 15일 - 잉글랜드의 엘리자베스 1세 여왕의 대관식이 웨스트민스터 사원에서 거행.
- 임꺽정의 난

## 탄생
- 5월 14일 - 금나라, 청나라의 초대 황제 천명제. (~1626년)

### 미상
- 신성 로마 제국의 군인 요한 체르클라에스 폰 틸리 백작. (~1632년)

## 사망
- 5월 9일 - 조선의 왕족 덕흥대원군. (1530년~)
- 8월 18일 - 제223대 로마의 교황 교황 바오로 4세. (1476년~)